# جامع السيف
جامع السيف وهو من مساجد البصرة التراثية القديمة، وكلمة السيف في اللغة العربية تعني ساحل البحر، وسمي بذلك الجامع تيمناً بنهر السيف وبني الجامع في عهد الدولة العثمانية، في عام 1316 هـ/1898م، ويقع في محلة السيف التابعة للبصرة القديمة وسميت بذلك لأحتوائها على مرسى الزوارق، ويقع حالياً بجوار المكتبة الإسلامية التابعة لديوان الوقف السني في العراق، بالقرب من شارع البصرة الرئيس قرب جامع البصرة الكبير المعروف بمسجد الشهيد يوسف الحسان.
وتقام في المسجد الصلوات الخمس المكتوبة. وجرت صيانته وترميمه عام 1416 هـ/1996م، ومن ثم تم صيانته من قبل ديوان الوقف السني في العراق في عام 1432 هـ/ 2011م.
ويحتوي مدخل الجامع على باب خشبية قديمة، وتبلغ مساحته الكلية حوالي 500م2، بينما تبلغ مساحة الحرم 240 م2، وتحيط بهِ النوافذ من مختلف الجهات، ويقوم سقفه على أربعة أساطين (أعمدة) من الخشب ويتوسط مبنى الحرم محراب مغلف من الخشب الصاج ومبني من الطابوق، وبجوارهِ منبر صغير.
وقبالة الحرم طارمة وفسحة مسقفة تقوم على ثمانية أعمدة خشبية، وفي الجامع غرفة للإمام وأخرى للمؤذن والخادم.